# Garennes-sur-Eure
Garennes-sur-Eure település Franciaországban, Eure megyében. Lakosainak száma 2024 fő (2022. január 1.). Garennes-sur-Eure Bueil, La Couture-Boussey, Ivry-la-Bataille, Neuilly és La Chaussée-d’Ivry községekkel határos.

## Népesség
A település népességének változása:
| Lakosok száma | 783  | 1154 | 1365 | 1776 | 1863 | 1889 | 1908 | 1945 | 1967 | 2024 |
|               | 1968 | 1982 | 1990 | 2006 | 2013 | 2015 | 2017 | 2019 | 2020 | 2022 |